# Jake Bass
Jake Bass (ur. 22 lutego 1991 w Montrealu) – kanadyjski model i influencer, były aktor pornograficzny. 

## Wczesne lata
Urodził się i wychował w Montrealu w Kanadzie, w prowincji Quebec. Miał 16 lat, kiedy jego ojciec zmarł z powodu choroby. Studiował na Uniwersytecie McGilla, ale musiał porzucić studia ze względu na częste podróże, kiedy stał się ekskluzywnym modelem dla CockyBoys.

## Kariera w branży porno
Pod koniec 2010 w wieku 19 lat rozpoczął współpracę z realizatorami filmów porno. 20 marca 2011 w Montrealu nagrał 22–minutową scenę masturbacji dla witryny internetowej Squirtz pt. Jake Bass. 20yo, a 25 marca 2011 w Montrealu wystąpił w 17–minutowej scenie solo dla VideoBoys pt. Jake Bass: Takes a Shower, Then Sprays a Shower. Wkrótce właściciel firmy pornograficznej Cocky Boys w Nowym Jorku, Jake Jaxson, skontaktował się z Jake’em Bassem i pod koniec 2011 podpisał umowę na wyłączność.
Po udziale w realizacji Cocky Boys Project Gogo Boy (2012) zyskał znaczącą obecność w mediach społecznościowych, a film zdobył trzy nagrody Grabby Award, w tym dla najlepszego filmu, dla najlepszego reżysera i jako ulubieniec fanów platformy Steam, a także był nominowany do XBIZ Award dla filmu gejowskiego roku. Jego sukces był kontynuowany wraz z premierami Road Strip (2014) i Answered Prayers (2014), uhonorowanym XBIZ Award dla filmu gejowskiego roku. 
W czerwcu 2014 TLAgay.com przeprowadził konkurs „Turniej węży”, a Jake zdobył tytuł „Ulubionej gwiazdy porno gejów” dzięki zaangażowaniu jego fanów. Wystąpił w kilku scenach filmów zrealizowanych przez Men.com, w tym Men Of Anarchy 3 (2014), Connection (2015), Reconciled (2015) z Johnnym Rapidem i Forbidden 4 (2015) z Allenem Kingiem.
W 2014 jego własne zabawki erotyczne Fleshjack trafiły do sprzedaży: dokładne repliki ust i genitaliów. Został chłopcem Fleshjack po konkursie zorganizowanym przez tę samą firmę, który nie odbył bez kontrowersji. TheSword opublikował informację o tym, że Jake był jednym ze zwycięzców, zanim Fleshjack oficjalnie to ogłosił.

## Obecność w kulturze masowej
Trafił na okładkę erotycznej książki fotograficznej A Thing of Beauty, wydanej przez CockyBoys. W 2014 odbył światowe tournée (Nowy Jork, Londyn, Paryż i Berlin) w celu wypromowania książki. Relacja została zarejestrowana w internetowej serii filmów dokumentalnych Benjamina Cooka Tofu (2015). 
Brał udział w sesjach zdjęciowych. Trafił na okładki wielu magazynów, w tym „Gay Times” (w listopadzie 2014), „Männer Magazine” (w grudniu 2014), „Fantastics Magazine” (w grudniu 2017) i „Attitude”. Wystąpił w teledysku Wildera Greena „Naked” (2016).

## Nagrody i nominacje
| Rok  | Nagroda      | Kategoria                       | Film                    | Rezultat  |
| ---- | ------------ | ------------------------------- | ----------------------- | --------- |
| 2014 | Grabby Award | Najlepszy uniwersalny wykonawca | –                       | Nominacja |
| 2015 | Grabby Award | Najlepszy aktor                 | Answered Prayers (2014) | Nominacja |
| 2015 | Grabby Award | Wykonawca roku                  | –                       | Nominacja |
| 2015 | Grabby Award | Najgorętszy pasyw               | –                       | Nominacja |